# Islam en Dinamarca

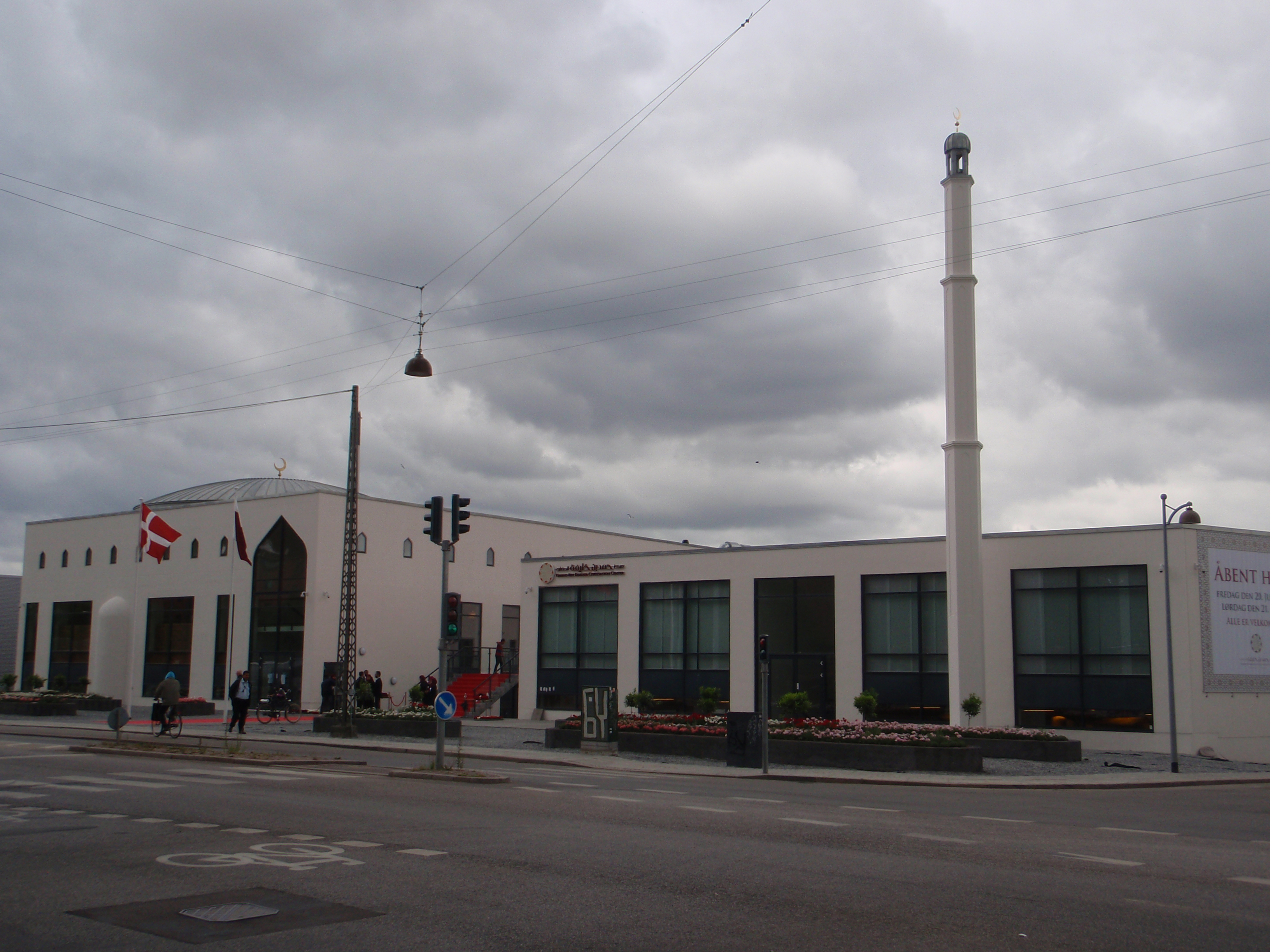
La Gran Mezquita de Copenhague en la capital danesa es una de las mezquitas más grandes en Dinamarca.

El Islam en Dinamarca es la religión minoritaria más grande del país y juega un papel en la configuración de su paisaje social y religioso. Según una estimación de 2018, unas 300 000 personas o el 5,3% de la población en Dinamarca es musulmana. La cifra ha ido en aumento durante las últimas décadas. En 2009, el Departamento de Estado de EE. UU. Informó que era aproximadamente el 3,7% de la población. Fuentes anteriores, incluido el Ministerio de Asuntos Exteriores de Dinamarca, han citado porcentajes más bajos. Sin embargo, de acuerdo con cifras reportadas por la BBC en 2005, alrededor de 270 mil musulmanes vivían en Dinamarca en ese momento (4.8% de una población de 5,6 millones).
La mayoría de los musulmanes en Dinamarca son sunitas, con una considerable minoría chiita. Otras denominaciones islámicas representadas en Dinamarca incluyen la comunidad Ahmadiyya. En la década de 1970 llegaron  para trabajar musulmanes de Turquía, Pakistán, Marruecos y la ex Yugoslavia. En los años 80 y 90, la mayoría de los musulmanes que llegaron fueron refugiados y solicitantes de asilo de Irán, Irak, Somalia y Bosnia. Además, algunos daneses étnicos se han convertido al islam; se estima que 2,800 daneses se han convertido y alrededor de setenta daneses se convierten cada año.

## Historia
El historiador danés Jørgen Bæk Simonsen documenta que los enfrentamientos entre Dinamarca y el mundo musulmán se remontan a la Edad Media cuando los militares daneses participaron en las Cruzadas para reconquistar Jerusalén del dominio musulmán. El Rey Federico V de Dinamarca también viajó a Arabia del Sur para obtener información, plantas y artefactos. Entre sus compañeros de viaje estaba Carsten Niebuhr que observó y notó las costumbres de la región. Uno de los primeros conversos daneses al islam fue Knud Holmboe, periodista y escritor del Desert Encounter, en el que detalló su relato de primera mano sobre el Genocidio Libio.
Un censo danés de 1880 registró 8 "mahometanos" en el país. Los censos continuaron llevándose a cabo hasta 1970. La inmigración a gran escala desde los países musulmanes comenzó en la década de 1950. Las primeras mezquitas construidas expresamente pertenecían a los musulmanes áhmadis y se construyeron en 1967. En 1973, el gobierno danés detuvo la migración libre al país. Las reglas se fueron relajando en 1974 para que las personas con familia en Dinamarca, las personas que se casaban con alguien en Dinamarca o las personas que solicitasen asilo pudieran venir al país.
La libertad de religión está garantizada por la Constitución de Dinamarca, pero la Iglesia de Dinamarca goza de ciertos privilegios, como los subsidios estatales que otros grupos religiosos en el país no tienen. A partir de 2013, 23 comunidades musulmanas diferentes fueron reconocidas como "comunidades religiosas reconocidas", otorgándoles ciertos beneficios fiscales
.
Los solicitantes de asilo comprenden alrededor del 40% de la población musulmana danesa.
En 2014, se prohibió la matanza halal sin aturdimiento eléctrico en Dinamarca, por razones de bienestar animal.
En agosto de 2017, otros dos imanes, uno de los cuales es el jefe de Hizb ut-Tahrir en Australia, fueron agregaron a la lista danesa de predicadores de odio, lo que significaba que no podían entrar en Dinamarca, lo que sumaba un total de diez. La lista también incluía a Salman al-Ouda y Bilal Philips.
En mayo de 2018, el parlamento de Dinamarca (Folketing) prohibió el uso de ropas que cubren la cara en espacios públicos, lo que incluían velos islámicos.

## Demografía
El gobierno danés no recopila datos sobre la religión de los ciudadanos, por lo que no se conoce con certeza el número exacto de musulmanes en Dinamarca. El investigador danés Brian Jacobsen, que hace estimaciones regulares basadas en el origen nacional de los inmigrantes y sus descendientes, estima que en octubre de 2017 los musulmanes constituían 306 000 personas o el 5,3% de la población danesa. Más del 70% de los musulmanes en Dinamarca son ciudadanos daneses, y la mayoría son inmigrantes de primera o segunda generación. En 2013, aproximadamente 2000 a 5000 musulmanes daneses se convirtieron a la religión. Los musulmanes están distribuidos de forma desigual en toda Dinamarca, y la mayoría se concentra en las principales ciudades. Aproximadamente el 47,4% de los musulmanes daneses viven en el Gran Copenhague, el 9,4% en Aarhus y el 5,5% en Odense.

### Origen étnico
En 2014, el mayor grupo étnico de musulmanes en Dinamarca fueron turcos (22,2% de todos los musulmanes daneses), seguidos de iraquíes (10,2%), libaneses (9,5%), pakistaníes (8,7%), somalíes (7,3%) y afganos. (6,3%).

## Ramas
Según una encuesta de 2008 de inmigrantes de países con mayoría musulmana realizada por IntegrationsStatus, el 45% eran sunitas, el 11% chiitas y el 23% pertenecientes a otra rama del islam (como Ahmadi, etc.). El otro 21% pertenecía a otra religión o no tenía religión.

## Identidad
Un informe de 2017 de la Agencia de Derechos Fundamentales aclaró que en una escala de 1 a 5 , el musulmán danés promedio se situó en un 3.9.

## Religiosidad
Un estudio de 2002/2003 entre jóvenes daneses en la escuela secundaria superior encontró que el 100% de los musulmanes creía en Dios y el 90% creía en el cielo, el infierno, los ángeles y los demonios. Solo el 52% de los daneses no musulmanes en la encuesta dijeron que creían en Dios, mientras que el 15-25% dijeron que creían en el cielo, el infierno, los ángeles y los demonios. Aproximadamente la mitad de los musulmanes en la encuesta dijeron que rezaban a menudo, mientras que un tercio afirmaba visitar una mezquita una vez al mes. En una encuesta de 2005, el 40% de los inmigrantes musulmanes y sus descendientes participaron en ceremonias/servicios religiosos en comparación con el 60% de los inmigrantes/descendientes católicos hicieron lo mismo. En una encuesta de 2008 de inmigrantes de Turquía, Pakistán, ex Yugoslavia, Irán, Irak y Somalia, el 37% se consideraba muy poco/poco religioso, el 33% se consideraba moderadamente religioso, el 24% se consideraba muy religioso. Una encuesta de 2011 encontró que el 37% de los musulmanes daneses eran musulmanes no practicantes.
En una encuesta de 2006, el 82% de los padres musulmanes daneses respondieron que la religión era un tema importante en la pertenencia de los niños, en comparación con el 67% de los no musulmanes daneses que respondieron lo mismo.

## Cultura
Aproximadamente 3.000 musulmanes chiíes marchan anualmente en Nørrebro durante Ashura. Desde 2011, organizaciones musulmanas como la Unión Musulmana Danesa y Minhaj-ul-Qur'an celebraron una "Marcha por la Paz" para celebrar el Mawlid con cientos de asistentes.
En septiembre de 2017, la agencia danesa Unique Models se convirtió en la primera y única agencia de moda en el país en incluir a una mujer musulmana que usa un hijab cuando contrataron a Amina Adan, de 21 años.

### Relaciones interreligiosas
Varias organizaciones de jóvenes musulmanes sunníes trabajan para establecer contacto con la sociedad danesa en su conjunto al invitar a los habitantes locales a las mezquitas para que vean al islam de manera positiva. En 1996, fue creado por musulmanes y cristianos el Centro de Estudios Islámico-Cristianos. Compuesto por el mismo número de musulmanes y cristianos como miembros de la junta se esfuerza por construir relaciones positivas entre los ciudadanos de ambas religiones. Los miembros se enfocan en ofrecer consejos, conferencias, grupos de estudio, excursiones y publicaciones. Un informe titulado La conversación promueve la comprensión publicado por la Iglesia de Dinamarca en 2000 puso énfasis en el aumento del diálogo con los musulmanes. Margrethe Vestager, la entonces Ministra de Asuntos Eclesiásticos, apoyó la conclusión del informe. La Iglesia de Dinamarca ha celebrado cenas de amistad para los musulmanes durante el Ramadán y la Navidad.

## Educación
El estudio de Annette H. Ihle en 2007 de la Escuela Musulmana (también llamado Escuelas Libres) tiene una mayor tasa de estudiantes que continúan en la escuela secundaria que las escuelas públicas nacionales (41% a 26%). Un análisis más reciente de 2016 realizado por el grupo de expertos políticamente independiente Kraka concluyó que los estudiantes con antecedentes no occidentales que asisten a escuelas privadas musulmanas obtuvieron calificaciones significativamente mejores en sus exámenes de egreso del noveno grado que sus contrapartes en las escuelas públicas danesas. La diferencia entre los exámenes finales de los estudiantes fue de 1.4 puntos de calificación, un promedio de 4.6 en las escuelas públicas y 6.0 en las escuelas privadas musulmanas.

## Asuntos religiosos
En 1967, se construyó en Hvidovre, un suburbio de Copenhague la mezquita de Nusrat Jahan. Esta mezquita es utilizada por los seguidores de la fe Ahmadiyya.
Existen otras mezquitas, pero no están construidas para un propósito explícito. No está prohibido construir mezquitas ni ningún otro edificio religioso en Dinamarca, pero existen leyes de zonificación muy estrictas. Una parcela de tierra ha sido reservada para una gran mezquita en Amager (cerca de Copenhague), pero la financiación no está resuelta. Los musulmanes daneses no han tenido éxito en cooperar en la financiación del proyecto y no están de acuerdo en si debería financiarse con fuentes externas, como el dinero saudita. Los anuncios del Partido Popular danés, que promueve la legislación contra las mezquitas, sostienen que Irán y Arabia Saudita son sus fuentes de financiación. Estos son considerados regímenes despóticos por el PPD.
Siete cementerios daneses tienen secciones separadas para los musulmanes. La mayoría de los musulmanes daneses están enterrados en esos cementerios, y alrededor de 70 fueron trasladados al extranjero para ser sepultados en sus países de origen. En septiembre de 2006 se inauguró un cementerio musulmán independiente en Brøndby, cerca de Copenhague.

En 2009, el Departamento de Estado de EE. UU. Publicó un informe sobre la libertad religiosa en Dinamarca. Un hallazgo fue que hubo algunos incidentes aislados de discriminación contra inmigrantes, que incluyeron la profanación de tumbas:

Hubo incidentes aislados de sentimientos antiinmigrantes, que incluyeron graffiti, ataques de bajo nivel, denegación de servicios y discriminación laboral por motivos raciales. La discriminación de la sociedad contra las minorías religiosas es difícil de distinguir de la discriminación contra las minorías étnicas. El Gobierno criticó los incidentes e investigó varios, pero llevó pocos casos a juicio específicamente por cargos de discriminación racial o crímenes de odio. Continuaron los informes de incidentes de profanación de tumbas de minorías étnicas y religiosas.

En mayo de 2017, un imán de la mezquita Masjid Al-Faruq en Nørrebro celebró un servicio en el que predicó una visión del califato y el asesinato de judíos. Fue reportado a la policía como un crimen de odio.

## Política
En 2007, una mujer musulmana vistiendo hijab llamada Asmaa Abdol-Hamid intentó postularse para el parlamento pero su candidatura fue rechazada por la Alianza Rojo-Verde y el Partido Popular Socialista debido a su vestimenta religiosa. El diputado del partido popular danés Søren Krarup comparó el pañuelo de Abdol-Hamid con una esvástica nazi, diciendo que ambos eran símbolos del totalitarismo. El antropólogo Mikkel Rytter afirmó que hay una "prueba de fuego" de los políticos musulmanes "es si se puede confiar en un musulmán practicante para proteger los derechos humanos y la separación de la iglesia y el estado en el gobierno".
En 2014, tres hermanos musulmanes formaron el Partido Nacional para centrarse en lo que vieron como un ataque a los valores tradicionales daneses de tolerancia y apertura. El partido político se centra en el antirracismo y permite la expresión pública de la religión.

## Infraestructura religiosa
Un informe de 2006 estimó que entre el 20% y el 25% de los daneses musulmanes estaban asociados en una asociación de mezquitas. La socióloga de la religión, Lene Kühle, estimó que en 2006 había 115 mezquitas en Dinamarca. De estas, 11 eran chiíes y 2 eran ahmadi.

### Escuelas
En Dinamarca, los estudios religiosos se denominan "estudios cristianos" y se centran en la Iglesia de Dinamarca. Los padres tienen el derecho de retirar a sus alumnos de estos cursos religiosos, pero los padres musulmanes rara vez lo hacen. La primera escuela privada musulmana fue fundada en 1978 y llamó a la escuela árabe islámica (danés: Islamisk Arabiske Skole) en Helsingør. Desde entonces, se han abierto más de 30 de esas escuelas y muchas ofrecen clases de árabe y estudios islámicos. Sin embargo, la mayoría de los estudiantes musulmanes todavía van a escuelas públicas no religiosas.
La escuela más grande es Dia Privatskole en Nørrebro con aproximadamente 410 estudiantes. Dos escuelas pakistaníes enseñan en urdu como lengua materna y varias escuelas turcas tienen instrucción turca. La mayoría de las otras escuelas atienden a estudiantes de habla árabe.
En julio de 2017, se encontró material de estudio en árabe que promovía el martirio y el yihadismo en la escuela islámica Nordvest Privatskole (tr: Northwest Private School) en Copenhague durante una visita no anunciada de las autoridades educativas danesas. El edificio de la escuela se vendió en junio de 2017 al inversor Ali Laibi Jabbar de la congregación shia Almuntadar en Malmö. La inspección de la escuela danesa no creyó al director de Nordvest cuando afirmó que el inversionista no tendría influencia en cómo se realizaba la enseñanza y detuvo la financiación estatal de la escuela.
En Iqra Privatskole en Copenhague, un distrito de Nørrebro dominado por inmigrantes, se descubrió que el vicedirector e imán Shahid Mehdi llevaba años publicando una página web en la que desalentaba a los jóvenes musulmanes de tener amigos no musulmanes. Shahid Mehdi fue sentenciado en Malmö por haber agredido sexualmente a una mujer en un parque desnudando sus genitales y persiguiéndola. Como resultado de estas investigaciones, la escuela fue sometida a una supervisión más estricta por parte de las autoridades.
La Roser Skolen en Odense fue puesta bajo supervisión por las autoridades durante la investigación sobre la forma de dirigir el centro por el controvertido imán Abu Bashar de Vollsmose después de que se descubriera que su hijo de 28 años fue contratado en un puesto directivo en la escuela.
En la escuela Al-Salam en Odense, las autoridades investigaron si el director hablaba danés y si la enseñanza se hacía principalmente en árabe.

### Organizaciones
- Islam i Danmark (Islam En Dinamarca [acrónimo, 'IslamDK']), fundado en 2007, basado en Copenhague.
- Foreningen af Demokratiske Muslimer (La organización de musulmanes democráticos), fundada por Naser Khader en 2006. Su presidente actual es Moustapha Kassem.
- Islamisk Trossamfund, Sunni musulmán, con fuertes tendencias salafistas, dirigido por Mostafa Chendid, un imán danés de origen marroquí.
- Muslimer i Dialog (Musulmanes en diálogo), en gran parte sunita, dirigido por Noman Malik y Abdul Wahid Pedersen. Su portavoz es Zubair Butt Hussain.
- Hizb ut-Tahrir, principalmente Sunni. (50-500 miembros)[30]
- Foreningen Salam (Salam Asociación) está dirigida por Shia mujeres musulmanas.[31]
- UngeMuslimer Gruppen, (Grupo de musulmanes del Young), Shia musulmán, situada en Copenhague.[32]
- Ahmadiyya Dinamarca Comunitaria musulmana, parte del movimiento Ahmadiyya
- Wilayah Organisationen, (Wilayah Organización), Shia musulmán, situada en Copenhague.[33]

## Controversia

### Vestido islámico
En 2005, el Tribunal Supremo de Dinamarca confirmó una ley que permitía que las empresas prohibieran a las mujeres usar pañuelos en la cabeza como parte de un uniforme. En 2009, a los jueces y jurados se les prohibió usar símbolos religiosos, incluidos pañuelos en la cabeza. La ley se encontró con la oposición de varios colegios de abogados. Algunas escuelas han prohibido los velos faciales en clase. El Partido Popular Danés ha pedido la prohibición de los velos faciales en todo el país, así como la prohibición del uso de pañuelos en el parlamento, pero ninguna de estas propuestas ha sido aprobada hasta 2013.

### Controversia sobre las caricaturas Jyllands-Posten Muhammad

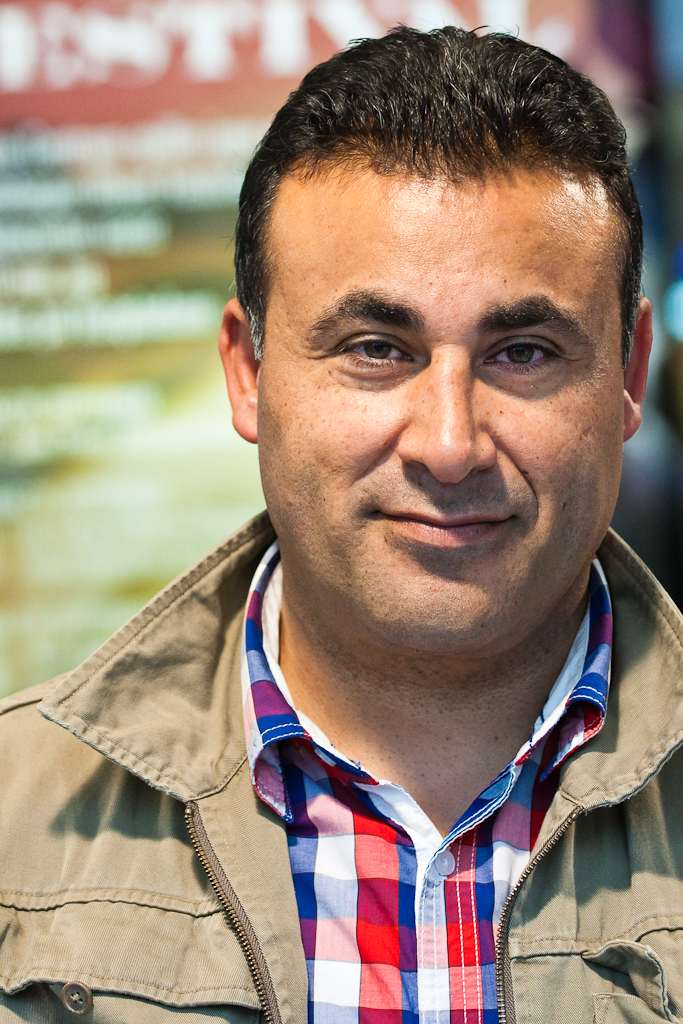
Naser Khader, uno de los fundadores de musulmanes Democráticos

Un periódico danés, Jyllands-Posten imprimió 12 caricaturas del profeta islámico Mahoma en septiembre de 2005. Estas caricaturas desencadenaron una controversia internacional, que finalmente resultó en el incendio de dos misiones diplomáticas danesas, un boicot de productos daneses en varios países y un gran número de protestas en todo el mundo. El número de protestas provocó un aumento en el apoyo al Partido Popular Danés antiinmigración.
En febrero de 2006, después de la escalada de la controversia de los dibujos animados, Naser Khader, Yildiz Akdogan y otros musulmanes formaron la organización política  Musulmanes Democráticos (danés: Demokratiske muslimer). Su objetivo es una coexistencia pacífica del Islam y la democracia. Naser Khader dejó su puesto como líder en 2007. En 2009 y 2011, se informó que la organización tenía pocos miembros y poca actividad.
En agosto de 2013, Ahmed Akkari, que había asumido un papel importante en el asunto y fue el vocero de una gira de imanes a Medio Oriente para protestar por los dibujos animados, expresó su arrepentimiento por su papel en la gira de los Imams por Oriente Medio, indicando que "Quiero ser claro hoy sobre el viaje: estaba totalmente equivocado. En ese momento, estaba tan fascinado con esta fuerza lógica en la mentalidad islámica que no podía ver una imagen más amplia. Estaba convencido de que era una lucha por mi fe, el Islam ". Siendo un musulmán practicante, dijo que la impresión de las caricaturas estaba bien y se disculpó personalmente con el caricaturista Westergaard. Westergaard respondió diciendo: "Conocí a un hombre que se convirtió de islamista para convertirse en humanista y comprende los valores de nuestra sociedad. Para mí, es realmente sincero, convincente y fuerte en sus opiniones". Un vocero de la Sociedad Islámica de Dinamarca dijo: "No está bien publicar dibujos de Muhammad. No hemos cambiado nuestra posición.

### Islamismo y terrorismo
En 2014, el Servicio de Seguridad e Inteligencia de Dinamarca estimó que aproximadamente 100 personas de Dinamarca habían viajado para luchar en la guerra civil siria. The Economist informó que, por habitante, Dinamarca tiene el segundo grupo más grande de ciudadanos que luchan en Siria desde un país occidental. El Centro Nacional Danés de Investigación Social publicó un informe encargado por el Ministerio de la Infancia, la Integración y los Asuntos Sociales en el que se documentan 15 grupos extremistas que operan en Dinamarca. La mayoría de estas organizaciones eran grupos no musulmanes de extrema derecha o extrema izquierda, pero cinco eran grupos islamistas. Estos grupos islamistas incluyen Hizb ut-Tahrir, Dawah-bœrere (Transportistas Dawah), Kaldet til Islam (La Llamada al Islam), Dawah-centret (El Centro Dawah) y Muslimsk Ungdomscenter (El Centro Juvenil Musulmán). Todos estos grupos islamistas operan en el Gran Copenhague con la excepción de Muslimsk Ungdomscenter, que opera en Aarhus. En total, de 195 a 415 musulmanes aproximadamente pertenecen a una de estas organizaciones y la mayoría son hombres jóvenes.
En 2014, miles de musulmanes protestaron contra el ISIS en Copenhague y Aarhus . La iniciativa fue titulada "Vi siger NEJ til (U) Islamisk stat!" o "Decimos NO a un estado islámico" y fue respaldado por Muslimernes Fællesråd (El Consejo Unido de Musulmanes).

## Discriminación
Un estudio de 2008 de Brian Arly Jacobsen comparó los debates parlamentarios sobre el islam de 1967-2005 a los debates parlamentarios de inmigrantes judíos de 1903-1925. El estudio concluyó que si bien ambos grupos minoritarios han sido vistos como extraterrestres, a los judíos se los veía a menudo como biológicamente y racialmente diferentes, mientras que a los musulmanes se les veía teniendo una cultura incompatible con la sociedad danesa.
En 2015, alrededor de 200 daneses en Copenhague empuñando antorchas y pancartas marcharon en la primera manifestación anti-Islam PEGIDA de Dinamarca. Los manifestantes marcharon desde el Museo Nacional de Arte hasta La Sirenita, y en el camino se opusieron en Nørrebro manifestantes antirracistas con carteles que decían "Los refugiados y los musulmanes son bienvenidos". Algunos musulmanes asistieron a una contra protesta en las cercanías y, a pesar de las confrontaciones con los partidarios de PEGIDA, no hubo violencia.

## Musulmanes daneses notables
- Ahmad Abu Laban
- Ahmed Akkari
- Asmaa Abdol-Hamid
- Dar Salim
- Isam Bachiri
- Naser Khader
- Omar Marzouk
- Özlem Cekic